# جشن کودکان در کاخ
جشن کودکان در کاخ رویدادی بود که توسط پیتر اورتون از هیت اینترتینمنت و دیوید جانستون از مشاوره دی‌جی‌آی ترتیب داده شد و در باغ در کاخ باکینگهام در ۲۵ ژوئن ۲۰۰۶ به افتخار هشتادمین سالگرد تولد ملکه الیزابت دوم برگزار شد. در این مراسم که موضوع ادبیات کودک بریتانیا بود، ۲۰۰۰ کودک و ۱۰۰۰ بزرگسال که از طریق رای گیری ملی انتخاب شدند، شرکت کردند. در بدو ورود، همه میهمانان یک سبد حصیری بنفش با تنقلات که توسط جیمی الیور تهیه شده بود دریافت کردند.

## کیف‌دستی ملکه
جذابیت اصلی این مهمانی نمایشی به سبک پانتومیم به نام کیف دستی ملکه بود که توسط نویسنده و نمایشنامه‌نویس کودکان دیوید وود نوشته شده بود و به کارگردانی ترور نان اجرا می شد که بر روی صحنه ای شبیه کاخ باکینگهام اجرا می‌شد و به صورت زنده از بی‌بی‌سی وان و سی‌بی‌بی‌سی پخش می شد.

## عوامل
- ملکه الیزابت دوم در نقش خودش
- شاهزاده فیلیپ، دوک ادینبرو در نقش خودش
- آنتونی هد در نفش کاپیتان هود
- دنیل ردکلیف در نقش هری پاتر
- روپرت گرینت در نقش رون ویزلی
- اما واتسون در نقش هرماینی گرنجر
- متیو لوئیس در نقش نویل لانگ‌باتم